# 미슐레시
미슐레시(러시아어: Мишлеш)는 러시아 다게스탄 공화국 루툴스키군에 위치한 셀로(Cело)이다. 인구는 2021년 기준 1,055명으로, 1989년(1,025명)의 수치보다 높으나 2002년(1,242명)의 수치보다는 낮다. 6개의 거리가 위치해 있다.

## 지리
미슐레시는 사무르강 우안에 위치하며, 루툴스키군의 중심지인 루툴에서 북서쪽으로 41km 떨어져 있다. 무슬라흐와 차후르는 가장 가까운 마을이다.

## 민족
인근의 차후르와 마찬가지로 차후르인이 거주한다.

## 출신 인물
- 가룬 이브라기모프 (다게스탄 국립 대학교의 언어학 박사이자 교수)
- 아클레이 라마잔 (1830년 자가탈라 봉기의 주도자)